# John Albert Charles Whitaker
Sir John Albert Charles Whitaker, 2nd Baronet C.B., C.B.E., britanski general, * 5. marec 1897, † 5. oktober 1957.